# Natasha (film)
Natasha è un film del 2015 diretto da David Bezmozgis e basato sul racconto omonimo contenuto nella sua raccolta di racconti del 2004 Natasha and Other Stories.

## Trama
Mark Berman, un adolescente idealista di Toronto viene sedotto in una torrida relazione dall'apparente misteriosa ma estremamente spietata Natasha, la figlia della nuova sposa per corrispondenza russa di suo zio Fima.

## Differenze con l'opera originale
Il racconto originale da cui è tratto il film è ambientato negli anni '80, mentre nel realizzare il film Bezmozgis gli ha dato un'ambientazione contemporanea per esplorare l'impatto della tecnologia contemporanea, come internet, sulla storia.

## Distribuzione
Il film venne presentato in anteprima al Boston Jewish Film Festival nel novembre 2015, ed è stato proiettato in diversi altri festival prima di essere distribuito nei cinema del Canada nel maggio 2016.

## Accoglienza

### Incassi
Il film ha incassato ai botteghini 8.325 dollari.

### Critica
Natasha ha ottenuto una valutazione "Extremely Fresh" del 100% sulla base di 11 recensioni critiche su Rotten Tomatoes, con una valutazione media di 7,21/10. Sulla base di 6 critiche, su Metacritic Natasha ha un punteggio di 76 su 100, che indica "recensioni generalmente favorevoli".
Neil Genzlinger del The New York Times ha scritto "[il film] crea un ritratto inquietante di una ragazza diventata calcolatrice e nichilista".
Peter Howell di Toronto Star ha elogiato il film, dicendo che "[esso] ha successo grazie alle sue inquietanti interpretazioni da protagonista".
Jessica Kiang di Variety ha scritto "David Bezmozgis adatta il suo racconto in un racconto di formazione straordinariamente controllato, animato da un'abile interpretazione centrale".
Secondo Tatiana Craine di The Village Voice, "Natasha è seducente e sconcertante come il personaggio titolare".

## Riconoscimenti
- 2017 - Canadian Screen Awards[11]
  - Nomination Miglior attrice a Sasha K. Gordon
  - Nomination Miglior sceneggiatura